# Dryopteris fragrans
Espèce
Dryopteris fragrans est une espèce de fougères du genre Dryopteris appartenant à la famille des Dryopteridaceae, que l'on trouve dans les régions boréales d'Amérique du Nord (par exemple en Alaska et au Groenland), d'Europe (notamment en Finlande et au nord de la Russie européenne) et du nord de la Sibérie, ainsi que dans les îles Sakhaline et Kouriles. On la trouve également dans les zones alpines d'Eurasie. Elle est caractérisée par son arôme.

## Taxonomie
Le nom scientifique complet (avec auteur) de ce taxon est Dryopteris fragrans (L.) Schott.
L'espèce a été initialement classée dans le genre Polypodium sous le basionyme Polypodium fragrans L..
Ce taxon porte en français les noms vernaculaires ou normalisés suivants : Dryoptère odorante, Dryoptère fragrante, Dryoptéride odorante, Dryoptéris odorant.
Dryopteris fragrans a pour synonymes :
- Aspidium fragrans (L.) Sw.
- Dryopteris aquilonaris Maxon
- Dryopteris fragrans f. aquilonaris (Maxon) M.Broun
- Dryopteris fragrans var. fragrans
- Dryopteris fragrans var. hookeriana (Fernald) A.Prince
- Dryopteris fragrans var. hookeriana (Fernald) A.Prince ex Weath.
- Dryopteris fragrans var. remotiuscula (Kom.) Kom.
- Filix aquilonaris (L.) Farw.
- Filix fragrans (L.) Farw.
- Filix-mas fragrans (L.) Farw.
- Lastrea fragrans (L.) C.Presl
- Nephrodium fragrans (L.) Desv.
- Nephrodium fragrans (L.) Rich.
- Nephrodium fragrans f. aquilonare (Maxon) Clute
- Nephrodium fragrans var. aquilonare (Maxon) Gilbert
- Nephrodium fragrans var. remotiusculum Kom.
- Polypodium fragrans L.
- Polystichum fragrans (L.) Ledeb.
- Polystichum fragrans (L.) Roth
- Thelypteris fragrans (L.) Nieuwl.